# ألان ماكلين
ألان ماكلين (بالإنجليزية: Allan McLean)‏ هو فلاح نيوزيلندي، ولد في 24 مايو 1822 في Coll ‏ في المملكة المتحدة، وتوفي في 12 نوفمبر 1907 في كرايستشرش في نيوزيلندا.